# فلورزهایم آم ماین
شهر فلورزهایم آم مایندر ایالت هسن در کشور آلمان واقع شده‌است.